# Аљаска у пламену
Аљаска у пламену (енгл. On Deadly Ground) или алтернативно На опасној територији, амерички је пустоловни акциони трилер филм из 1994. године режисера Стивена Сигала, са Стивеном Сигалом, Мајкл Кејном, Џоан Чен и Џон Си Мекгинлијем у главним улогама.
Форест Тефт, решавач проблема у великој нафтној компанији, сазнаје да Џенингс, његов шеф, планира да користи неисправну опрему за нову рафинерију упркос штети коју може да изазове, и одлучује да га разоткрије.
Овај филм је редитељски првенац Стивена Сигала.

## Радња
Форест Тафт је човек који увек бира само једну страну. Тафт је одличан специјалиста за гашење пожара у бушотинама који ради за власника велике нафтне станице, Мајкла Џенингса. После следећег гашења пожара, улази у локал где мештани понижавају староседеоца. Тафт улази у борбу са њима и излази као победник.
Тефтов пријатељ - Хју Палмер, стари шеф нафтне станице - говорећи о последњем пожару, покушава да га убеди да су вентили на станици били неисправни и да је експлозија намештена.
Сам Мајкл Џенингс, иако све убеђује да се понаша на еколошки прихватљив начин, заправо не прља природу Аљаске, којом су вође локалних племена незадовољне. Он ће пустити у рад највећу станицу за производњу и прераду нафте Aegis 1, али то треба брзо да уради, иначе ће права на нафту прећи на Ескиме. Из тог разлога, Џенингс је наручио неисправне вентиле - нема времена да чека испоруку нормалних вентила. Међутим, Хју Палмер то пријављује одбору за животну средину.
Тафт такође открива квар скоро све опреме на новој станици. Палмер преузима ове информације на дискету и брише их са рачунара, али Џенингсов помоћник МекГрудер и његов помоћник Ото посећују његов дом. Палмер каже да ће неисправна опрема изазвати експлозију нове станице након лансирања. Мекгрудер га тражи да преда дискету са документацијом, али Палмер одбија. Тада Мекгрудер прво претражује његову кућу, али не налазећи ништа, он и Ото муче Палмера до смрти, али убице не успевају да пронађу дискету са подацима.
Тафт оптужује Џенингса за прљава дела. Затим Џенингс превари Тафта у станицу (где проналази Палмеров леш), а затим диже станицу у ваздух. На конференцији, Џенингс криви Тафта и Палмера за експлозију обе станице.
Али Тафт успева да побегне, а Ескими га проналазе. Одводе Тафта у своје насеље, а њихов вођа најављује тог човека духом медведа. Тафт пролази кроз неколико ритуала и насељава се у насељу. Убрзо тамо долази Мекгрудер и покушавајући да изнуди Тафтову локацију од Ескима, случајно пуца у вођу, од чега он умире.
Тафт одлучује да се освети Џенингсу за све и заједно са ћерком вође Масу одлази до Палмерове куће на моторним санкама. Тамо се пресвлаче, али их Ото затиче тамо заједно са својим послушницима. Следи пуцњава током које Тафт убија Ота и све његове присташе. Да би уништио Тафта, Џенингс унајмљује одред плаћеника предвођених Стоуном и са њима шаље Мекгрудера.
У намери да разнесе Aegis 1, Тафт се залихе оружја старог пријатеља. Стоунова група почиње да јури Тафта и Масу кроз шуму, током чега Тафт убија неколико плаћеника и диже у ваздух један од њихових хеликоптера. Увече, он и Масу крећу до нове станице која треба да буде лансирана. Џенингс је распоредио Стоунове плаћенике и људе из ФБИ-а по целој станици. Тафт онемогућава генератор, након чега организује да генератор експлодира на телефонски позив на посебан број. У другој пуцњави, он убија још неколико Стоунових људи. Мекгрудер, секретар Лајлс и сви у контролној соби беже да спасу своје животе. Мекгрудер покушава да одлети хеликоптером, али Тафт убија Мекгрудера гурајући га у ротор хеликоптера који се окреће. Лајлс покушава да оде, али њен ауто удари у цистерну и експлодира. На станици почињу да се дешавају експлозије, а радници беже. Тафт се ушуња у контролну собу и све онеспособи. Након тога убија Стоуна и минира главни генератор. Пронашавши Џенингса, Тафт га прво обеси о кабл, а затим га спусти у базен уља. Заједно са Масу, Тафт напушта станицу и она експлодира.
Тафт сазива конференцију на којој се захваљује свим племенима, говори о Џенингсовим зверствима и да је време да се престане са загађивањем животне средине.

## Улоге
| Глумац                    | Улога         |
| ------------------------- | ------------- |
| Стивен Сигал              | Форест Тефт   |
| Мајкл Кејн                | Мајкл Џенингс |
| Џоан Чен                  | Масу          |
| Џон Си Мекгинли           | Мекгрудер     |
| Р. Ли Ерми                | Стоун         |
| Шери Шатак                | Лајлс         |
| Били Боб Торнтон          | Хомер Карлтон |
| Ричард Хамилтон           | Хју Палмер    |
| Поглавица Ирвин Бринк     | Сајлук        |
| Апангулук Чарли Кајрајуак | Турнак        |
| Елси Пистолхед            | Таканапсалук  |
| Џон Трудел                | Џони Редфедер |
| Мајк Стар                 | Велики Мајк   |
| Свен-Оле Торсен           | Ото           |
| медвед Барт               | медвед        |